# Robert G. North
Robert Guilford North (Boston, 26 de enero de 1913-Bangkok, 20 de diciembre de 1954) fue un guionista y productor de cine estadounidense que, según informes, sirvió como agente encubierto de la CIA en Tailandia. North, que sirvió en la Oficina de Servicios Estratégicos (OSS) durante la Segunda Guerra Mundial, fue un guionista menor en Hollywood antes de mudarse a Tailandia con su esposa Maxine en 1950, donde fundó Far East Film Company con la productora tailandesa Ratana Pestonji, coproduciendo Santi-Vina antes de su muerte en 1954. Fuentes posteriores describen a la Far East Film Company como una fachada para las actividades de la CIA en el país.

## Primeros años y educación
Robert G. North nació el 26 de enero de 1913 en Boston, Massachusetts, hijo del abogado John C. North y bisnieto del pionero John W. North, fundador de Riverside, California. El padre de North murió cuando él tenía cinco años, y creció con su madre, Brent W. North, en Alhambra, California, y se graduó de Alhambra High School. North asistió a la Universidad del Sur de California de 1932 a 1934, luego fue a la Universidad de Hawái como estudiante de intercambio. Se trasladó a la Universidad Stanford en 1936.
North, un hábil orador, participó en competencias de debate desde la escuela secundaria, y representó a las universidades en muchas competencias universitarias, incluido un debate radiofónico transmitido a nivel nacional con estudiantes de Harvard en 1935, y una gira extendida de tres meses por los Estados Unidos continentales en 1936, ambos como parte del equipo de Hawái. En 1937, acompañó al expresidente Herbert Hoover en un largo viaje de pesca, sirviendo como guardaespaldas. Después de graduarse, continuó en la facultad de derecho en Stanford, pero fue suspendido en 1938 por una broma en la que él y un grupo de estudiantes realizaron un burlesque burlándose del presidente de la universidad, Ray Lyman Wilbur. Regresó a Hawái y enseñó historia en la Escuela Punahou,  antes de regresar a California. De regreso a Stanford, conoció a Irving Cummings Jr., con quien inició una colaboración de escritores, y comenzó a trabajar en relaciones públicas en San Francisco.

## Segunda Guerra Mundial
Cuando Estados Unidos se unió a la Segunda Guerra Mundial, North se alistó en las Fuerzas Aéreas del Ejército de Estados Unidos en febrero de 1942 y estuvo estacionado en Monterrey, California y en Sheppard Field (en Wichita Falls, Texas), antes de ser asignado a Barksdale Field en Luisiana, sirviendo como asistente de relaciones públicas allí. En junio, ganó un concurso de discursos sobre bonos de guerra y recorrió el país pronunciando discursos para promover las ventas de bonos. Más tarde, en noviembre, fue enviado a recibir entrenamiento en la Escuela de Candidatos a Oficiales en Miami Beach, Florida (más tarde la Escuela de Entrenamiento de Oficiales de la Fuerza Aérea).
En Honolulu, después de la Batalla de Kwajalein a principios de 1944, North conoció al general William J. Donovan, jefe de la Oficina de Servicios Estratégicos (la agencia de inteligencia de los Estados Unidos en tiempos de guerra y precursora de la CIA), quien lo reclutó para la OSS. Después de entrenar en Washington D. C., North fue enviado a operaciones especiales en China, donde llevó a cabo misiones de inteligencia detrás de las líneas enemigas para la Decimocuarta Fuerza Aérea. En abril de 1945, North escapó por poco cuando un convoy que lideraba, que transportaba equipos de radio para estaciones de observación encubiertas, fue atacado por bandidos. Pudo obligar a un magistrado chino local a suministrar tropas para ayudar a recuperar el equipo, lo que permitió a los aviones estadounidenses atacar los convoyes japoneses que pasaban por las áreas observadas. Se estaba preparando para infiltrarse en las ciudades ocupadas de Nankín y Shanghái cuando terminó la guerra en agosto de 1945. North regresó a casa a bordo del USS General M. B. Stewart, dejando el servicio con el grado de capitán.

## Carrera cinematográfica
Después de la guerra, North se instaló en Los Ángeles y reanudó su colaboración como escritor con Cummings, escribiendo guiones para el productor Sol Wurtzel, quien era un realizador de películas de cine B para 20th Century Fox. Su primer guion producido fue Dangerous Millions (1946), que se inspiró en parte en las experiencias de North en China. A esto le siguió Jewels of Brandeburg en 1947. Night Wind (1948), también producida por Wurtzel, fue coescrita con Arnold Belgard,  mientras que Cummings pasó a la producción con The Sign of the Ram (1948). North estuvo involucrado (aunque sin acreditar) en su producción, y fue donde conoció a Maxine Woodfield, secretaria ejecutiva de Columbia Pictures. Se casaron en 1949.
Al año siguiente, la pareja se mudó a Tailandia, aparentemente para que North investigara un proyecto cinematográfico. En 1953, se unió al cineasta tailandés Ratana Pestonji para abrir una productora con sede en Tailandia, Far East Film Company, también conocida por la marca Hanuman Productions. North se convirtió en vicepresidente de la compañía, que sirvió como puente que conectaba los intereses y recursos estadounidenses con la industria cinematográfica tailandesa durante las primeras etapas de la Guerra Fría, en la que Tailandia sería un importante aliado de Estados Unidos.
La primera producción de la compañía fue Santi-Vina, una película Bildungsroman considerada un hito en historia del cine tailandés como la primera en filmarse en una película de 35 mm en color, así como la primera en ganar premios internacionales, en el Festival de Cine del Sudeste Asiático inaugural de 1954 (más tarde conocido como Festival de Cine de Asia y el Pacífico) en Tokio. Su producción fue concebida específicamente para el festival, cuyo objetivo más profundo era crear una red de productores de cine anticomunistas, y North, como delegado de Tailandia, era una voz anticomunista fuertemente abierta en la organización matriz del festival, la Federación de Productores de películas del sudeste asiático (FPA).
North escribió el guion de Santi-Vina y coprodujo la película con Rak Panyarachun. Aunque planeada como la primera de muchas producciones de alta calidad, fue en cambio su única película de Tailandia, ya que murió inesperadamente el 20 de septiembre de 1954, tres días después de enfermar de polio. Fue enterrado en el cementerio católico romano en Si Lom Road.

## Conexiones con la CIA
Varias fuentes posteriores han afirmado que North era un agente encubierto de la Agencia Central de Inteligencia y que la Far East Film Company era una fachada para las actividades de la CIA en Tailandia, sirviendo de manera importante como un conducto de financiación para abastecer al Kuomintang en Birmania. También se ha informado que la empresa es responsable de producir o distribuir películas de propaganda anticomunista, en cooperación con las autoridades tailandesas. North fue descrito por el exagente de la CIA Joseph Burkholder Smith como un experto en guerra psicológica de la Oficina de Coordinación de Políticas (OPC, la antigua rama de operaciones encubiertas de la CIA). Sin embargo, a diferencia de otras películas de propaganda anticomunista conocidas de la época cocreadas por la Agencia de Información de los Estados Unidos, Santi-Vina tenía un tono fuertemente apolíico, lo que sugiere que no fue creada como parte del esfuerzo de propaganda.
E. Howard Hunt, un exagente de la CIA luego condenado por el escándalo Watergate, mencionó en sus memorias que fue él quien informó a North sobre la recién formada OPC mientras los visitaba a él y a Maxine en Los Ángeles, a lo que North expresó interés y Hunt prometió recomendar él a la agencia. También señaló que North, «desplegado en Bangkok, estaba tratando de establecer una industria cinematográfica tailandesa, con la esperanza de hacer una película sobre una leyenda tailandesa épica». El guionista Charles Bennett señaló que el guion de Bangkok, que coescribió con North en 1950, fue creado para la CIA, probablemente con la intención de ser una tapadera, aunque nunca se produjo.

## Vida personal y familiar
North tenía un gran círculo social; un obituario de su madre en el periódico Standard de Tailandia en 1963 lo llamó «uno de los estadounidenses más populares que jamás haya vivido en Siam». Él y Maxine también eran amigos del futuro presidente estadounidense Richard Nixon, e hicieron campaña a su favor en las elecciones al Senado de California de 1950, antes de trasladarse a Tailandia.
Después de la muerte de North en 1954, Maxine, junto con su madre, que había vivido con la pareja en Tailandia, regresaron brevemente a los Estados Unidos, pero luego regresaron a Tailandia y se establecieron allí de forma permanente. Maxine North se consolidaría como una empresaria de éxito, lanzando, entre otros emprendimientos, Polaris, la primera marca de agua embotellada del país.